# Viguiera dentata
Viguiera dentata là một loài thực vật có hoa trong họ Cúc. Loài này được (Cav.) Spreng. miêu tả khoa học đầu tiên năm 1826.